# Flaminio Innocenzo Minozzi
Flaminio Innocenzo Minozzi, noto come Innocenzio o Innocenzo Minozzi (Bologna, 3 octobre 1735 – Bologna, 1817), è stato un pittore e progettista italiano di stile rococò.

## Biografia
Flaminio Innocenzo Minozzi nacque il 3 ottobre 1735 a Bologna. Primogenito del pittore barocco paesista Bernardo Minozzi detto Bernardino, come il fratello Angelo (che a differenza sua resterà sempre un assistente), iniziò imparando la pittura figurativa dal padre, e fu quindi allievo di Carlo Bibiena per diversi anni. Studiò inoltre i lavori dei suoi predecessori, in particolare Girolamo Curti, Agostino Mitelli e Angelo Michele Colonna. Secondo Luigi Crespi, mostrò presto un'attitudine all'architettura.

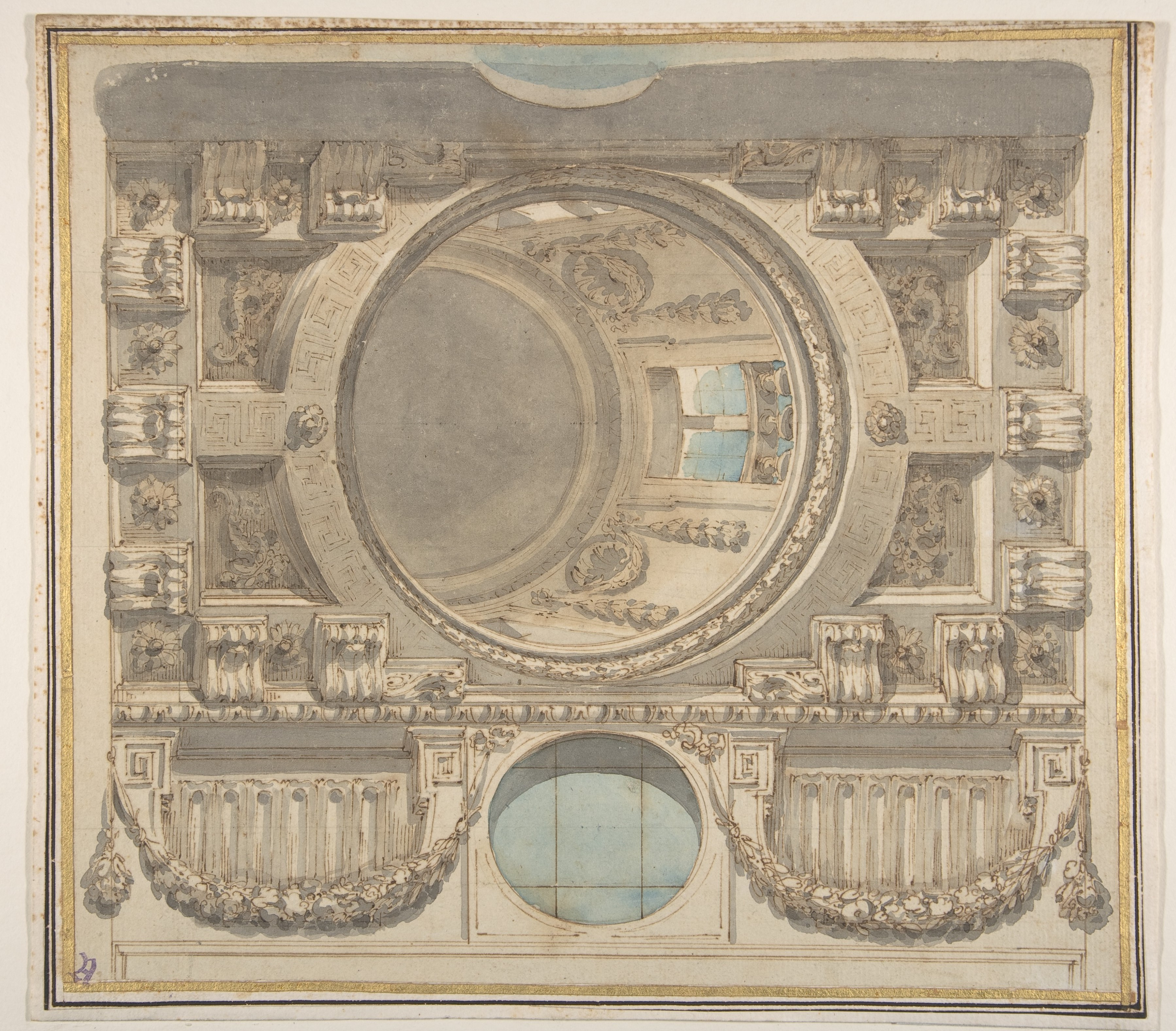
Disegno di una volta a cupola di Minozzi.

All'età di quindici anni vinse il primo premio di architettura all'Accademia Clementina e nei successivi sette anni Minozzi continuò a vincere i primi premi dell'accademia, nonché il premio Marsili e il premio Aldrovandi. Due dei disegni vincitori dei concorsi del 1755 e del 1756 sono oggi conservati all'Accademia di belle arti di Bologna, dove anni dopo sarà Principe.
I suoi saggi sull'ornamento apparvero nel 1783, nell'opera di Pio Panfili Frammenti di ornati per li giovani principianti nel Disegno, benché probabilmente li scrisse tra il 1765 e il 1775. Minozzi guadagnò rapidamente fama nel mondo del disegno architettonico, venendo paragonato a Mauro Tesi, Carlo Bianconi e al Bibiena. Nel corso degli anni, si discostò sempre più dal vivace stile rococò iniziale per avvicinarsi a un più composto stile neoclassico.
Innocenzo Minozzi morì a Bologna nel 1817.

## Opere
Innocenzo Minozzi si specializzò nella pittura decorativa, in particolare nell'ornamento delle volte. era famoso per la sua attenzione ai dettagli e la finezza dei suoi tratti. Poco si sa invece della sua produzione come artista figurativo.
Nel corso della sua carriera fu chiamato ad affrescare gli interni dei palazzi di importanti famiglie quali gli Spada, i Marsili, gli Aldrovandi, i Legnani e i Lambertini, e varie chiese, tra cui le chiese di san Biagio, di santa Maria della Mascarella e di San Giovanni Decollato e la chiesa soppressa San Giacomo dei Carbonesi. Suo anche il dipinto nella cappella dei dolori, a Santa Maria dei Servi.
Lavorò a cinque disegni architettonici della cattedrale di San Pietro, poi trasposti su rame da Lorenzo Capponi.
Nel Chiostro III del cimitero monumentale di Bologna realizzò i monumenti Cingari (1801 circa) e Rivieri (1801), mentre nella Sala della Pietà realizzò il monumento composito Baldi Comi (1815-1816) in collaborazione con Giacomo Savini e Giovanni Putti, su disegno di Angelo Venturoli, considerato uno dei capolavori della Certosa.
Sue opere si trovano in vari musei. Nella collezione del Metropolitan Museum of Art un bozzetto di una volta è attribuito a Innocenzo Minozzi. Una bozza dello stesso disegno raffigurante il quarto di volta si trova alla Fondazione Giorgio-Cini. Questo disegno, che sembra troppo amatoriale per essere di sua mano, porta ancora impressa la data del 1783, che permette di localizzare il suo periodo di attività.
Alcuni suoi bozzetti sono conservati presso il Gabinetto delle Stampe e dei Disegni dell’Accademia di Belle Arti di Bologna.

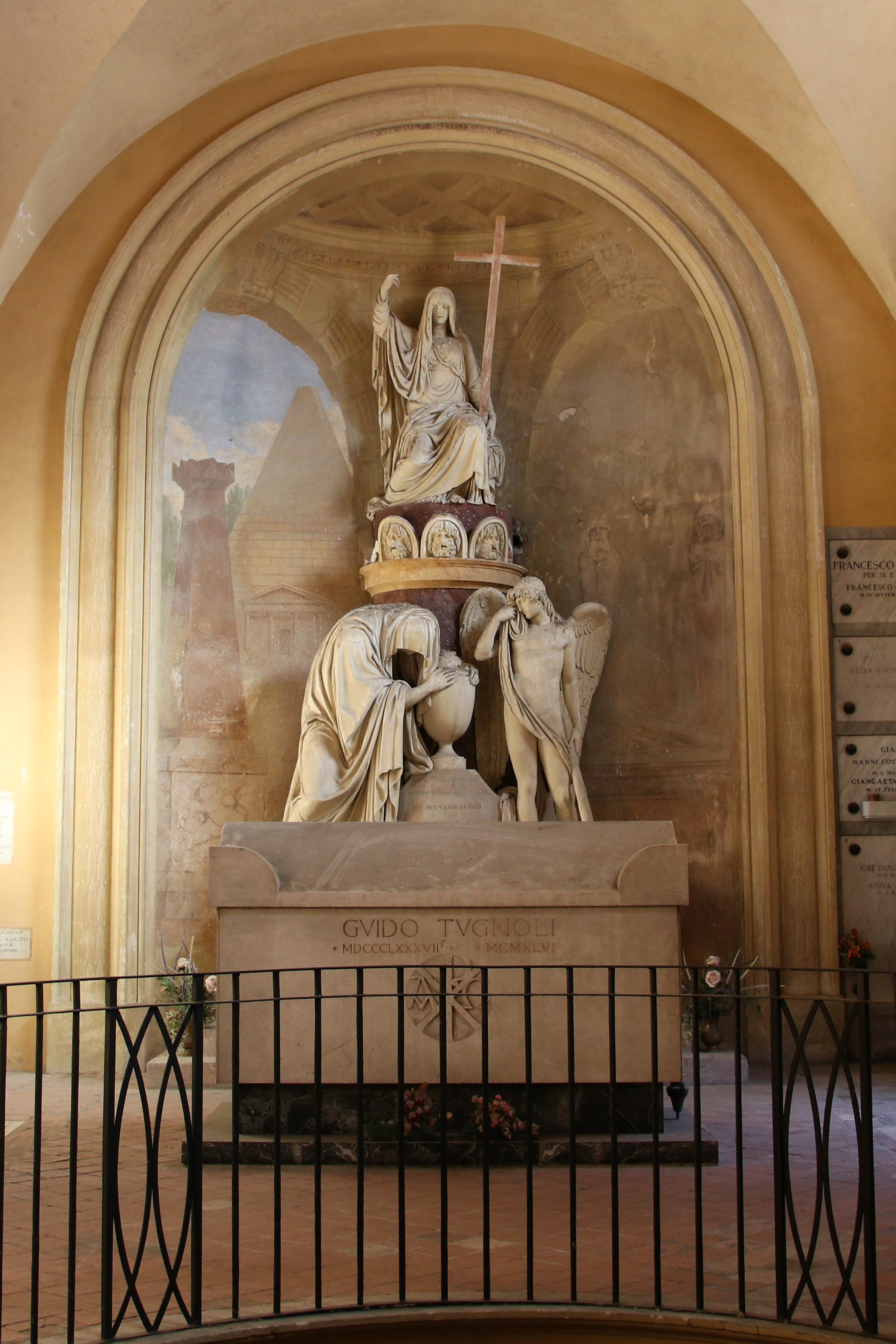
Monumento Ottani, già Baldi Comi
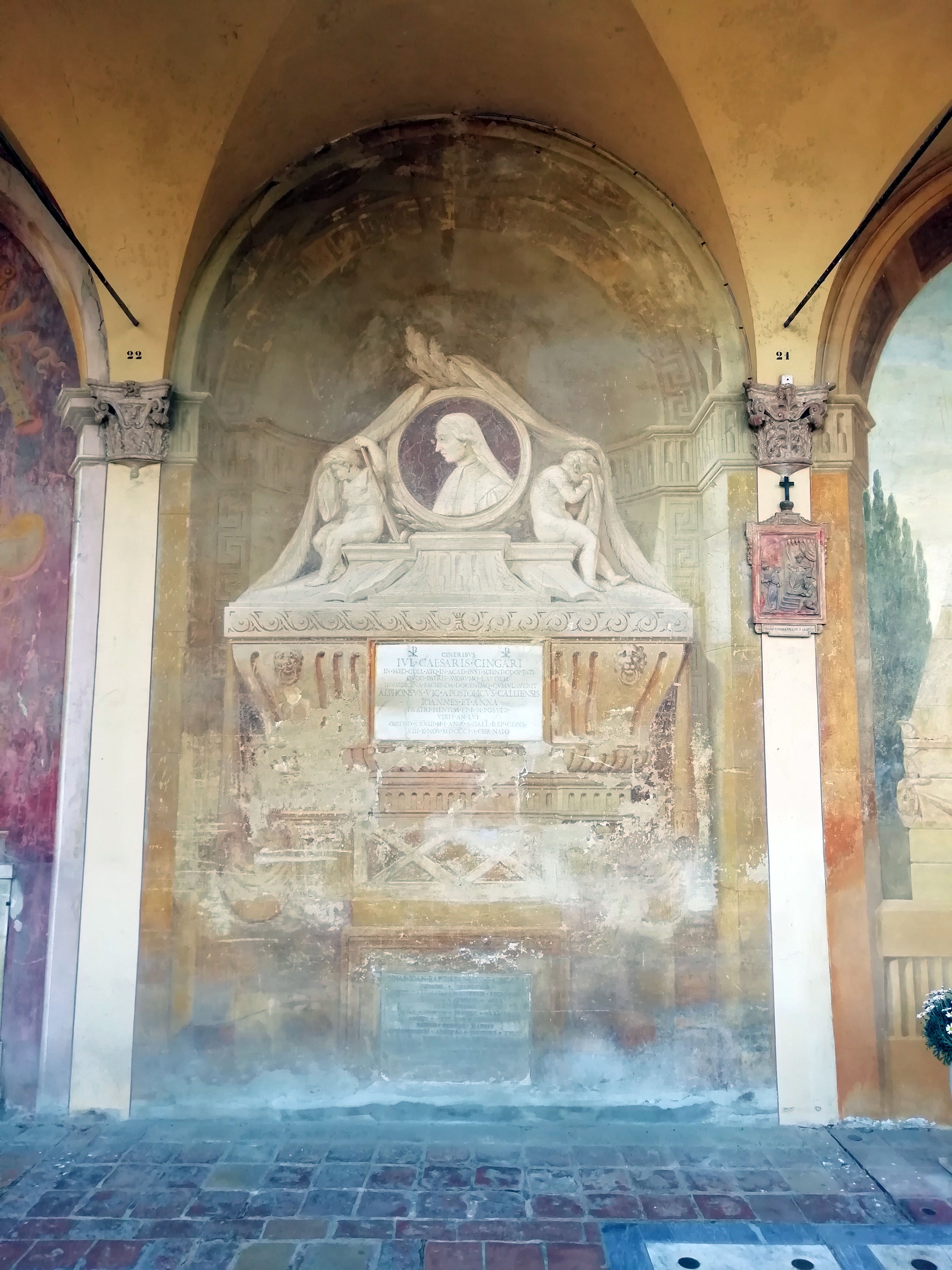
Monumento Cingari
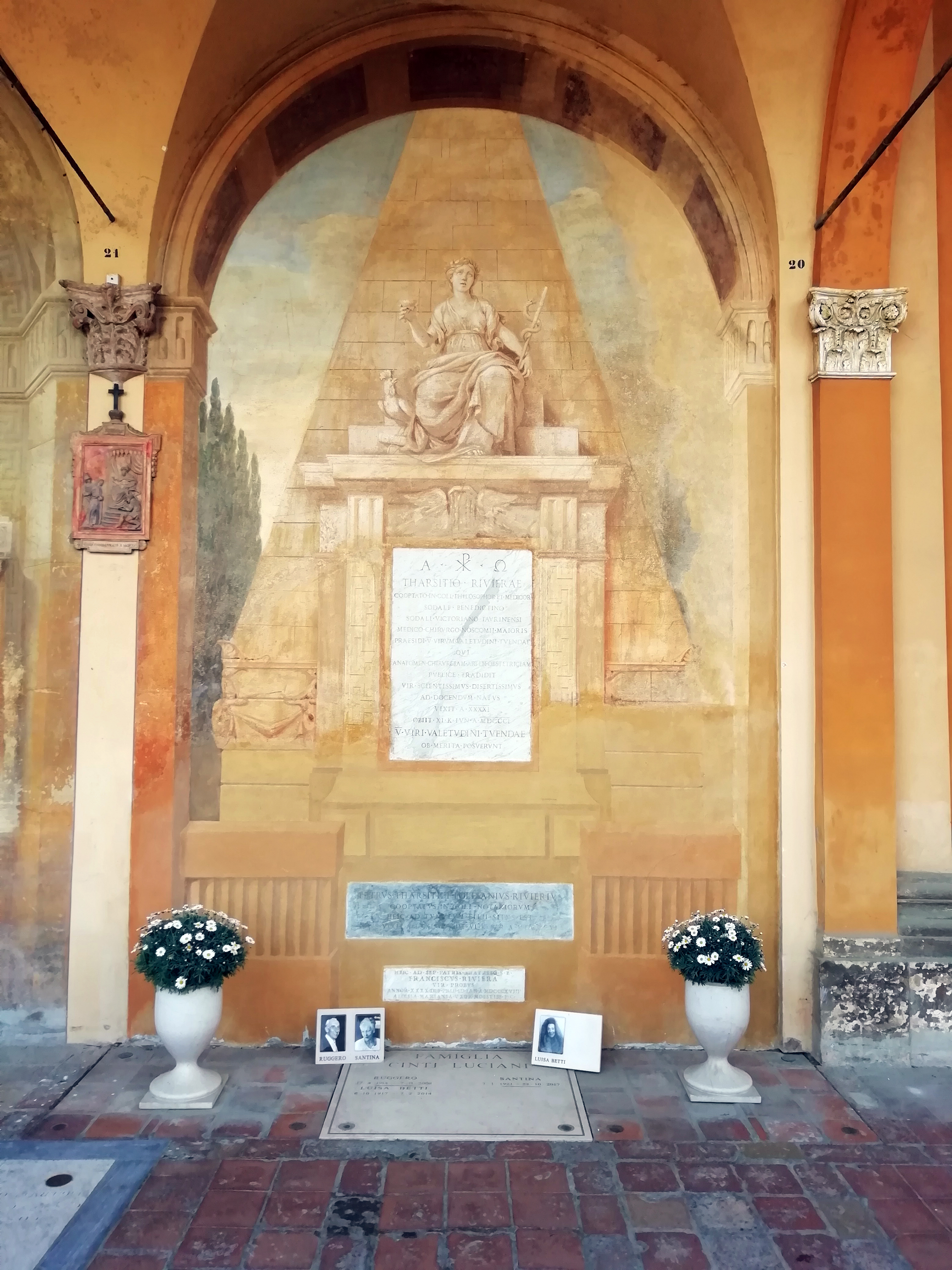
Monumento di Tarsizio Rivieri
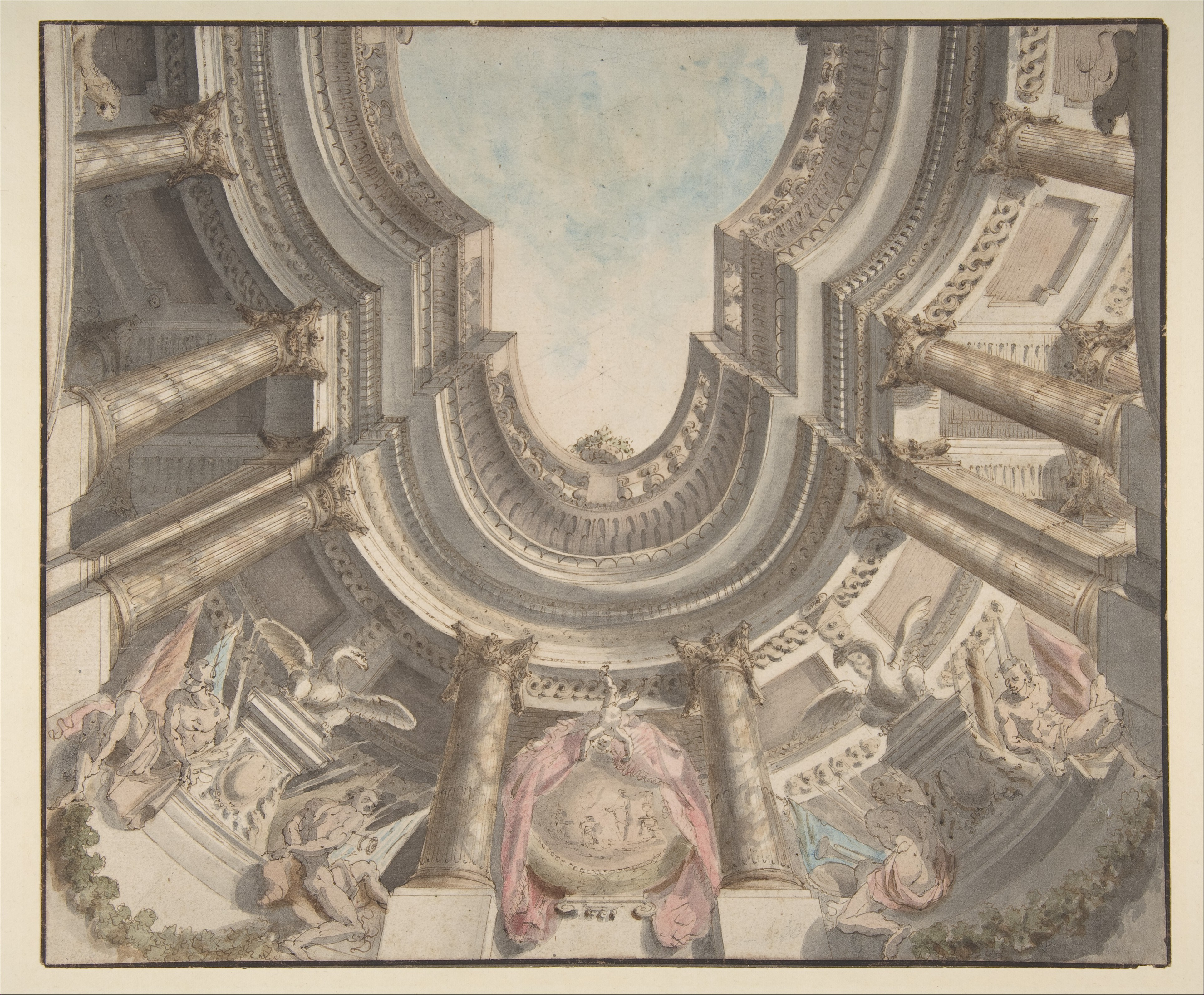
bozzetto per un soffitto a trompe-l'œil
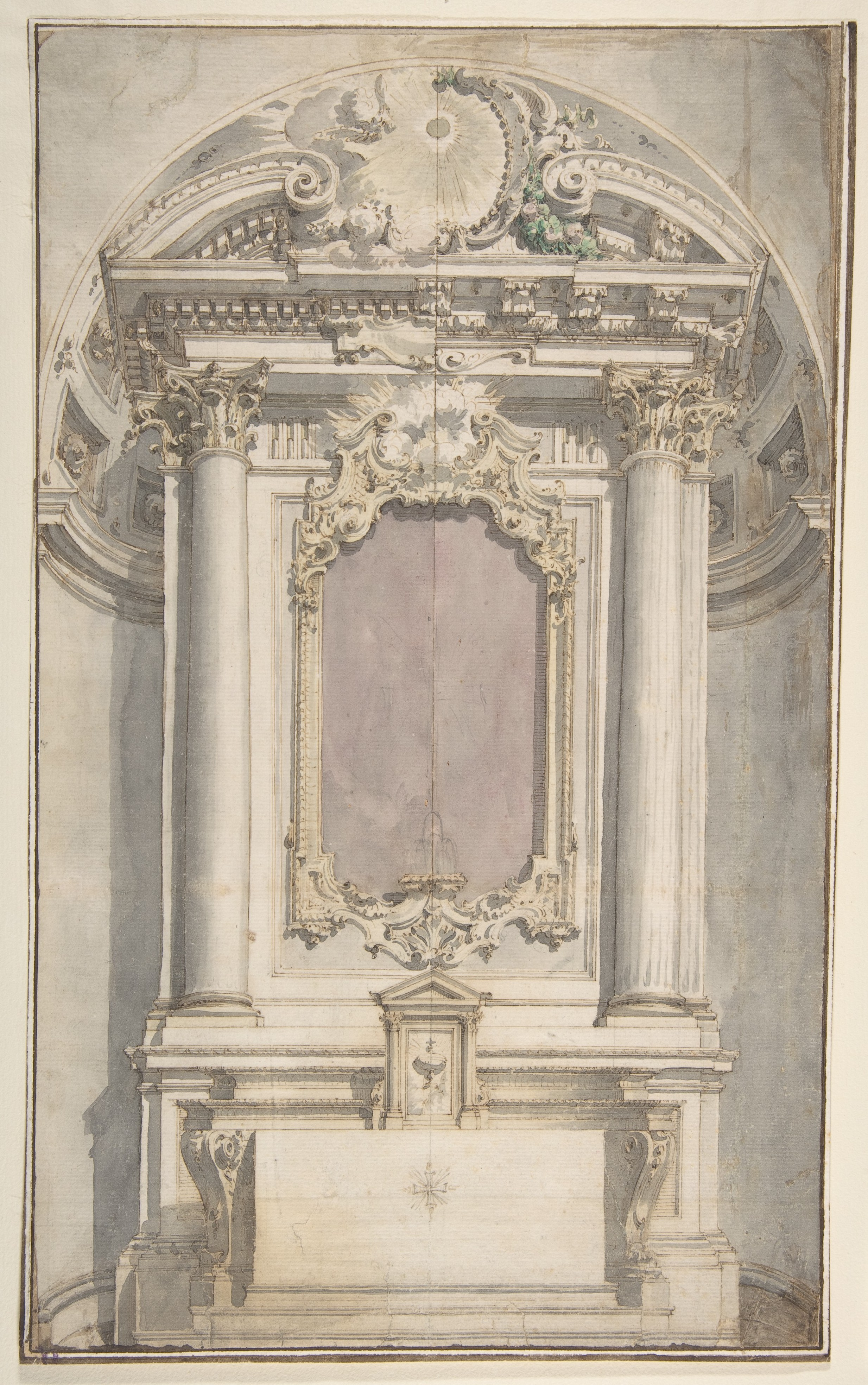
bozzetto per una cappella con altare